# Arlo Parks
Anaïs Oluwatoyin Estelle Marinho  (nascida em 9 de agosto de 2000), conhecida profissionalmente como Arlo Parks, é uma cantora, compositora e poetisa britânica. Em 2019, integrou a lista BBC Music Sound of 2020, sendo apontada como uma das grandes promessas da música britânica. Editou o seu primeiro álbum de estúdio, Collapsed in Sunbeams, pela Transgressive Records em janeiro de 2021.

## Biografia
Parks foi criada em Hammersmith, oeste de Londres. Ela é meio nigeriana, um quarto chadiana e um quarto francesa. A sua mãe nasceu em Paris, sendo que Parks aprendeu a falar francês antes do inglês. A artista descreve a sua adolescência como solitária, rodeada de livros. Cita Jacques Brel, Sylvia Plath e Otis Redding como algumas das suas referências.
Parks começou a tocar guitarra com 14 anos e a escrever as suas primeiras letras pouco depois. Inspirou-se nos pseudónimos de King Krule e Frank Ocean para criar o seu.

## Carreira

### 2018–2019:Super Sad GenerationeSophie
Em 2018, ela começou a enviar demos para a BBC Music Introducing o que chamou a atenção da DJ Jess Iszatt, da BBC Radio 1. Iszatt distribuiu essas demos a Ali Raymond da Beatnik Creative, que se tornou rapidamente no agente de Parks.
Parks estreou-se com o tema "Cola", editado pela Beatnik Records em novembro de 2018. Nessa altura, anunciou o lançamento de seu EP de estreia, Super Sad Generation.  Em entrevista ao Line of Best Fit, afirmou que a canção era "um lembrete de que a traição é inevitável quando se trata de pessoas bonitas que pensam que flores consertam tudo". Olivia Swash escreveu que os vocais da música "florescem graças ao background de escrita criativa [de Parks], com seu tom delicado tomando o centro do palco contra as guitarras delicadamente pesadas e o crepitar suave do vinil."  Em novembro de 2019, a faixa tinha acumulado mais de três milhões de streams no Spotify. 
Após o lançamento de "Cola", Parks assinou contrato com a Transgressive Records. A faixa-título do seu próximo EP, Super Sad Generation, chegou em janeiro de 2019.   Este EP foi gravado em sua casa, no sudoeste de Londres, e num Airbnb no distrito de Angel na mesma cidade. 
Parks  deu o seu primeiro concerto no festival The Great Escape, em Brighton, em maio de 2019. No final do mês seguinte, atuou no palco BBC Music Introducing do Glastonbury; e em julho do mesmo ano também integrou à programação do Latitude Festival. Ela embarcou na sua primeira digressão, apoiando o músico australiano Jordan Rakei na etapa britânica da sua digressão em setembro de 2019.
Ao longo da última metade de 2019, Parks lançou os temas "George", "Second Guessing", "Sophie"  e "Angel's Song" em antecipação ao segundo EP, Sophie. 

### 2020 – presente:Collapsed in Sunbeams
Parks iria arrancar a sua primeira digressão em nome próprio no primeiro trimestre de 2020, mas não conseguiu concluí-la devido à pandemia COVID-19. Em maio de 2020, Parks lançou os singles "Eugene" e "Black Dog", que foram bem recebidos durante os confinamentos derivados da pandemia. O último foi escolhido como Tune of the Week (canção da semana) da BBC Radio 1.  Parks teve destaque de capa na NME, no final de julho de 2020. Ela ganhou o AIM Independent Music Award, na categoria One to Watch (revelação), em agosto de 2020, depois de perder o mesmo prémio para Georgia um ano antes.  Parks e Moses Boyd foram capa da Music Week para o especial indie da publicação após a cerimónia do AIM Awards. 
Parks editou o álbum de estreia, Collapsed in Sunbeams a 29 de janeiro de 2021.